# Mięsień uszny górny
Mięsień uszny górny (łac. musculus auricularis superior) – w anatomii człowieka parzysty, trójkątny, płaski mięsień wyrazowy głowy, największy z mięśni małżowiny usznej. Zaczyna się w czepcu ścięgnistym, następnie biegnie w dół zwężając się wachlarzowato i kończąc się na przyśrodkowej powierzchni małżowiny usznej (na wyniosłości dołu trójkątnego). Unerwiony jest w części przedniej przez gałązki skroniowe nerwu twarzowego, a w części tylnej przez nerw uszny tylny (również od nerwu twarzowego). Jest mięśniem szczątkowym, zmiennym, słabym i bez większego znaczenia czynnościowego (może unosić ucho).